# Zahrensdorf
Zahrensdorf település Németországban, Mecklenburg-Elő-Pomeránia tartományban. 

## Népesség
A település népességének változása: